# Campeonato del mundo junior de waterpolo masculino
El Campeonato del mundo junior de waterpolo masculino es la máxima competición de waterpolo masculino para selecciones nacionales en la categoría sub-20. Está organizada por la FINA.

## Historial
| Año  | Sede          | Oro                 | Plata           | Bronce                        |
| ---- | ------------- | ------------------- | --------------- | ----------------------------- |
| 1981 | Milán         | Unión Soviética     | Cuba            | Hungría                       |
| 1983 | Barcelona     | España              | Yugoslavia      | Cuba                          |
| 1985 | Estambul      | Unión Soviética     | Hungría         | Yugoslavia                    |
| 1987 | São Paulo     | España              | Yugoslavia      | Italia                        |
| 1989 | Narbonne      | Yugoslavia          | Unión Soviética | República Democrática Alemana |
| 1991 | Irvine        | España              | Cuba            | Hungría                       |
| 1993 | El Cairo      | Italia              | España          | Hungría                       |
| 1995 | Dunkerque     | Hungría             | Grecia          | Eslovaquia                    |
| 1997 | La Habana     | Croacia             | Hungría         | Grecia                        |
| 1999 | Kuwait        | Italia              | Australia       | Yugoslavia                    |
| 2001 | Estambul      | Grecia              | Croacia         | Hungría                       |
| 2003 | Nápoles       | Serbia y Montenegro | Hungría         | Italia                        |
| 2005 | Mar del Plata | Serbia y Montenegro | Croacia         | España                        |
| 2007 | Long Beach    | Hungría             | Italia          | Croacia                       |
| 2009 | Šibenik       | Croacia             | Grecia          | Serbia                        |
| 2011 | Volos         | Serbia              | España          | Grecia                        |
| 2013 | Szombathely   | Italia              | Croacia         | Serbia                        |
| 2015 | Almaty        | Serbia              | Italia          | Hungría                       |
| 2017 | Belgrado      | Grecia              | Croacia         | Serbia                        |
| 2019 | Kuwait        | Grecia              | Serbia          | Italia                        |
| 2021 | Praga         | Serbia              | Italia          | Montenegro                    |
| 2023 | Bucarest      | Hungría             | Serbia          | Estados Unidos                |
| 2025 | Zagreb        | España              | Estados Unidos  | Croacia                       |

## Palmarés
| Núm. | País                          | Oro | Plata | Bronce | Total |
| ---- | ----------------------------- | --- | ----- | ------ | ----- |
| 1    | España                        | 4   | 2     | 1      | 7     |
| 2    | Hungría                       | 3   | 3     | 5      | 11    |
| 3    | Italia                        | 3   | 3     | 3      | 9     |
| 4    | Grecia                        | 3   | 2     | 2      | 7     |
| 5    | Croacia                       | 2   | 4     | 2      | 8     |
| 6    | Serbia                        | 2   | 2     | 3      | 7     |
| 7    | Unión Soviética               | 2   | 1     | 0      | 3     |
| 8    | Serbia y Montenegro           | 2   | 0     | 0      | 2     |
| 9    | Yugoslavia                    | 1   | 2     | 2      | 5     |
| 10   | Suecia                        | 1   | 0     | 0      | 1     |
| 11   | Cuba                          | 0   | 2     | 1      | 3     |
| 12   | Estados Unidos                | 0   | 1     | 1      | 2     |
| 13   | Australia                     | 0   | 1     | 0      | 1     |
| 14   | República Democrática Alemana | 0   | 0     | 1      | 1     |
| 15   | Eslovaquia                    | 0   | 0     | 1      | 1     |
| 16   | Montenegro                    | 0   | 0     | 1      | 1     |